# Pointvillers
Pointvillers est une ancienne commune française située dans le département du Doubs en région Bourgogne-Franche-Comté.
Le 1er janvier 2017, elle fusionne avec Montfort pour former la commune nouvelle du Val.

## Toponymie
De Puncto au XIIe siècle ; Poncii villare au XIVe siècle ; Poinvillers en 1472 ; Pontvillers en 1502 ; Pointvillers depuis 1614.

## Politique et administration

### Liste des maires
| Période                                  | Période       | Identité         | Étiquette | Qualité                    |
| ---------------------------------------- | ------------- | ---------------- | --------- | -------------------------- |
| Les données manquantes sont à compléter. |               |                  |           |                            |
| mars 2001                                | décembre 2016 | Claude Chatelain | DVG       | Retraité de l'enseignement |

## Population et société

### Démographie
L'évolution du nombre d'habitants est connue à travers les recensements de la population effectués dans la commune depuis 1793. À partir du 1er janvier 2009, les populations légales des communes sont publiées annuellement dans le cadre d'un recensement qui repose désormais sur une collecte d'information annuelle, concernant successivement tous les territoires communaux au cours d'une période de cinq ans. 
Pour les communes de moins de 10 000 habitants, une enquête de recensement portant sur toute la population est réalisée tous les cinq ans, les populations légales des années intermédiaires étant quant à elles estimées par interpolation ou extrapolation. Pour la commune, le premier recensement exhaustif entrant dans le cadre du nouveau dispositif a été réalisé en 2005,.
En 2014, la commune comptait 144 habitants, en évolution de +16,13 % par rapport à 2009 (Doubs : +2,04 %, France hors Mayotte : +2,49 %).
| 1793 | 1800 | 1806 | 1821 | 1831 | 1836 | 1841 | 1846 | 1851 |
| ---- | ---- | ---- | ---- | ---- | ---- | ---- | ---- | ---- |
| 231  | 217  | 245  | 189  | 226  | 241  | 226  | 237  | 246  |

| 1856 | 1861 | 1866 | 1872 | 1876 | 1881 | 1886 | 1891 | 1896 |
| ---- | ---- | ---- | ---- | ---- | ---- | ---- | ---- | ---- |
| 207  | 214  | 197  | 189  | 179  | 163  | 170  | 180  | 139  |

| 1901 | 1906 | 1911 | 1921 | 1926 | 1931 | 1936 | 1946 | 1954 |
| ---- | ---- | ---- | ---- | ---- | ---- | ---- | ---- | ---- |
| 137  | 139  | 127  | 106  | 118  | 102  | 99   | 85   | 92   |

| 1962 | 1968 | 1975 | 1982 | 1990 | 1999 | 2005 | 2010 | 2014 |
| ---- | ---- | ---- | ---- | ---- | ---- | ---- | ---- | ---- |
| 85   | 73   | 60   | 55   | 65   | 90   | 97   | 134  | 144  |

## Culture locale et patrimoine

### Lieux et monuments
- Mairie.
- Lavoir et abreuvoir (fontaine) : construit en 1853 et couvert en 1905. Il est fait de briques rouges.
- Monument aux morts : construit en 1924, commun au village de Montfort.

Le village a la particularité de ne pas avoir d'église.